# لوک ایلوزی
لوک ایلوزی (به فرانسوی: Luc Illusie) (زاده ۱۹۴۰) ریاضیدان اهل فرانسه است. ایلوزی دکترای خود را تحت سرپرستی الکساندر گروتندیک در اکول نرمال سوپریور به دست آورد و هم‌اکنون پروفسور بازنشسته در دانشگاه پاریس جنوبی ۱۱ می‌باشد. او سهم بسزایی در گسترش هندسه جبری داشته‌است و شاگردان بسیاری در این زمینه تربیت کرده‌است. در سال ۲۰۱۲ او به خاطر فعالیت‌های علمی اش برنده مدال امیل پیکار شد.